# Simmer Down
Simmer Down (zu Deutsch etwa „Beruhige dich“ oder „Kühl dich ab“) war die erste Single von den Wailers (damals bestehend aus Bob Marley, Bunny Wailer und Peter Tosh), die 1963 erschien (Nummer-eins-Hit in Jamaika im Februar 1964).

## Hintergrund
Es ist ein lockerer Ska-Song von knapp drei Minuten Länge in der Tonart B-Dur; der Song wurde später auch einige Male live auf Konzerten gespielt, beispielsweise beim so genannten Wonder Dream Concert 1975 (gemeinsames Konzert mit Stevie Wonder). Es ist das erste Lied von Bob Marley & The Wailers, das im Studio aufgenommen wurde. Eingespielt wurde das Lied damals zusammen mit den Skatalites, einer berühmten Ska-Band.
Es existiert eine Cover-Version des Liedes von der Band Salmonella Dub auf dem Album One Drop East sowie eine der Bostoner Ska-Core Band The Mighty Mighty Bosstones.